# Jules Pétiaux

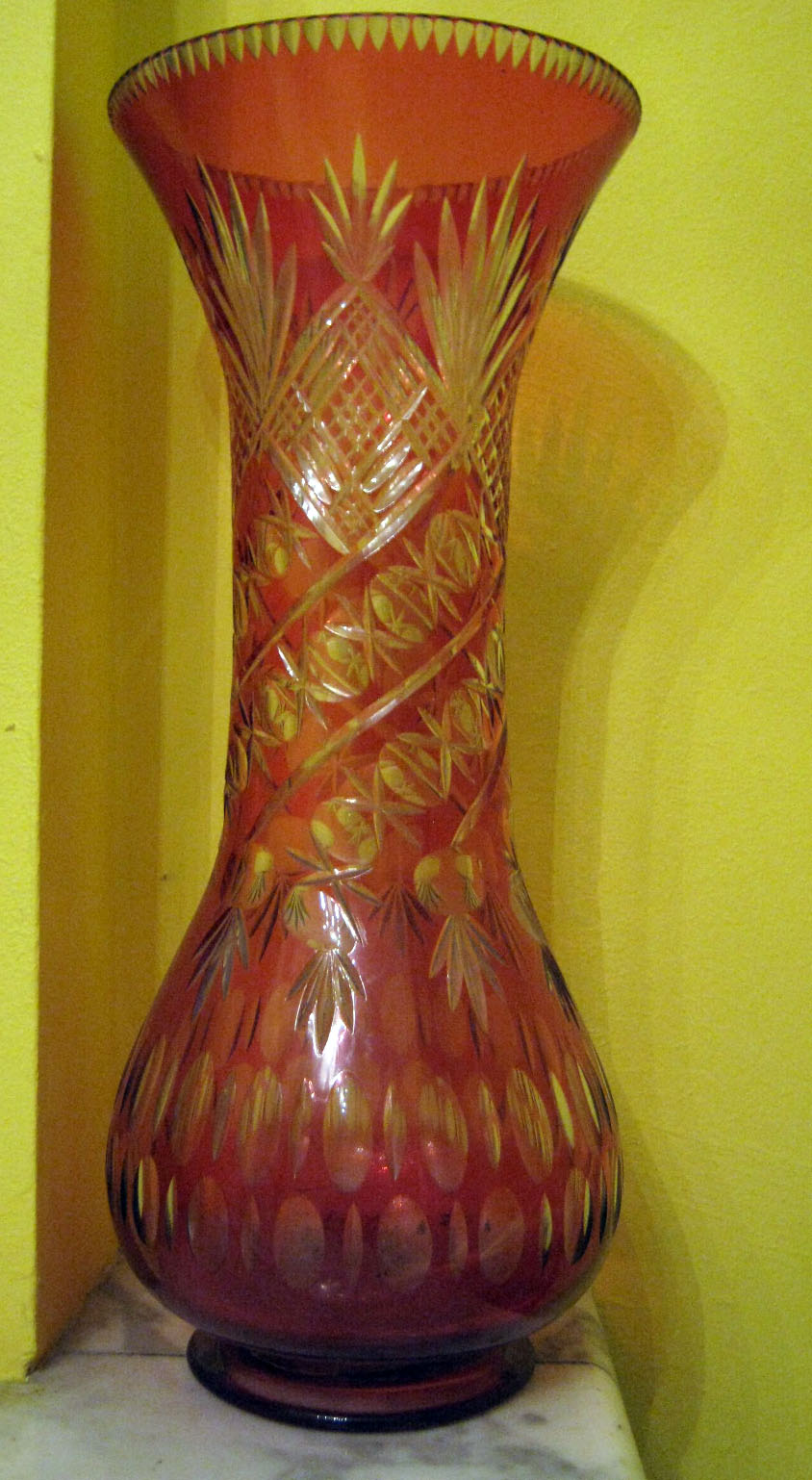
Vase en verre taillé à la main par Jules Pétiaux - Verreries de Scailmont 1905

Jules Pétiaux (né le 7 février 1883 à Manage où il est mort le 21 février 1930) est un homme politique belge de langue française, bourgmestre de Manage du 1er juin 1921 au 31 décembre 1926 et verrier d'art. Il est le premier bourgmestre de cette commune issu du Parti ouvrier belge.

## Biographie
Jules Joseph Pétiaux est né à Manage en 1883 dans le quartier ouvrier dit des « Gobeleteries » adjacent aux verreries Bougard et aujourd'hui détruit. Fils unique de Gustave Pétiaux, gobeletier, il devient tailleur sur verre vers 1898 et travaille à partir de 1901 aux Verreries de Scailmont, établissement renommé pour la qualité de sa production artistique.
Marié en 1904 avec Juliette Delalune, une tailleuse sur verre, il est père de trois enfants : Lucien (1904-1969), Lucienne (1906-1987) et Louise Gustavine (1914-1962) et réside à la rue Cirière dans la maison qu'il a fait bâtir en 1914 où il meurt en 1930 à l'âge de 47 ans.

## Carrière syndicale et politique
Très tôt intéressé par la question sociale, il collabore aux premiers mouvements mutualistes nés dans la Région du Centre et s'inscrit au POB. Militant actif il débute dès 1903 une carrière syndicaliste et crée rapidement un syndicat coopératif. En 1909 il est désigné secrétaire de son syndicat professionnel et l'année suivante il participe en qualité de membre du Comité de la Grève des verriers et tailleurs de Manage et Familleureux.
En 1914 il participe à la fondation de la Maison du Peuple, filiale de la coopérative de Jolimont.
À la suite des élections communales de 1921 il devient bourgmestre de la commune de Manage et occupera cette fonction jusqu'en 1926.
Parmi les réalisations menées lors de son mandat on peut citer la création d'un réseau d'adduction et de distribution d'eau à Manage.
Le 26 août 1923 il inaugure le Monument aux Morts dédié aux victimes de la Première Guerre alors situé sur la Place de la Gare de Manage.